# Società Botanica Italiana
Die Società Botanica Italiana ist eine italienische wissenschaftliche Gesellschaft, die ihren Sitz bei der Universität Florenz in der Via Giorgio La Pira 4 hat. Die „Italienische Botanische Gesellschaft“ fördert als gemeinnützige Organisation das allgemeine Interesse an der Botanik durch Kongresse, Tagungen, Seminare und Veröffentlichungen.
Die Geschichte der Gesellschaft wird manchmal auf die 1716 in Florenz von Pier Antonio Micheli gegründete Società Botanica Fiorentina zurückgeführt. Diese Gesellschaft ging jedoch 1783 in der Accademia dei Georgofili auf und hat somit keinen direkten Bezug zur Società Botanica Italiana. Deren Gründung bereitete der Botaniker Filippo Parlatore vor, erst mit dem ab 1841 in Florenz eingerichteten „Zentralen italienischen Herbarium“ und dann mit dem 1844 erstmals veröffentlichten Giornale Botanico Italiano, das dann zur Fachzeitschrift der am 8. Januar 1888 in Florenz gegründeten Società Botanica Italiana wurde. 1997 benannte man das (Nuovo) Giornale Botanico Italiano in Plant Biosystems um, weil man das Italienische und das Lateinische weitgehend zugunsten des Englischen aufgegeben hatte.
Die andere Fachzeitschrift der Gesellschaft, der 1969 gegründete Informatore Botanico Italiano, wurde 2015 an Pensoft Publishers übergeben. Der Verlag veröffentlicht sie seitdem unter dem Namen Italian Botanist als Open-Access-Zeitschrift.
Die Gesellschaft untergliedert sich heute (Stand 2015) in 17 Fachgruppen und 13 regionale Sektionen. Die Fachbibliothek der Gesellschaft befindet sich als Leihgabe bei der Universität Florenz.